# Clinocera biacuminata
Clinocera biacuminata är en tvåvingeart som beskrevs av Wagner och Hermann Stauder 1991. Clinocera biacuminata ingår i släktet Clinocera och familjen dansflugor.
Artens utbredningsområde är Madeira. Inga underarter finns listade i Catalogue of Life.